# Lego House
Lego House is de derde single van het debuutalbum + van de Britse singer-songwriter Ed Sheeran. Het nummer werd op 13 november 2011 via internet uitgebracht en een dag later als single. In de videoclip van deze single speelt lookalike Rupert Grint de hoofdrol. Grint speelt een obsessieve fan van Sheeran, die telkens probeert om hem te ontmoeten, maar de beveiliging voorkomt dit steeds. Na vele pogingen wordt Grint weer weggestuurd door een beveiliger, die met hem naar de lift loopt. Uit de lift stapt Sheeran, en het duo deelt een veelzeggende blik.

## Nummers
| Nr. | Titel      | Duur |
| --- | ---------- | ---- |
| 1.  | Lego House | 3:05 |

## Hitnoteringen

### Nederlandse Top 40
| Hitnotering: 18-02-2012 t/m 12-05-2012 | Hitnotering: 18-02-2012 t/m 12-05-2012 | Hitnotering: 18-02-2012 t/m 12-05-2012 | Hitnotering: 18-02-2012 t/m 12-05-2012 | Hitnotering: 18-02-2012 t/m 12-05-2012 | Hitnotering: 18-02-2012 t/m 12-05-2012 | Hitnotering: 18-02-2012 t/m 12-05-2012 | Hitnotering: 18-02-2012 t/m 12-05-2012 | Hitnotering: 18-02-2012 t/m 12-05-2012 | Hitnotering: 18-02-2012 t/m 12-05-2012 | Hitnotering: 18-02-2012 t/m 12-05-2012 | Hitnotering: 18-02-2012 t/m 12-05-2012 | Hitnotering: 18-02-2012 t/m 12-05-2012 | Hitnotering: 18-02-2012 t/m 12-05-2012 | Hitnotering: 18-02-2012 t/m 12-05-2012 |
| Week:                                  | 1                                      | 2                                      | 3                                      | 4                                      | 5                                      | 6                                      | 7                                      | 8                                      | 9                                      | 10                                     | 11                                     | 12                                     | 13                                     |                                        |
| -------------------------------------- | -------------------------------------- | -------------------------------------- | -------------------------------------- | -------------------------------------- | -------------------------------------- | -------------------------------------- | -------------------------------------- | -------------------------------------- | -------------------------------------- | -------------------------------------- | -------------------------------------- | -------------------------------------- | -------------------------------------- | -------------------------------------- |
| Positie:                               | 29                                     | 27                                     | 23                                     | 22                                     | 22                                     | 20                                     | 16                                     | 12                                     | 15                                     | 18                                     | 20                                     | 29                                     | 33                                     | uit                                    |

### NederlandseSingle Top 100
| Hitnotering: 04-02-2012 t/m 12-05-2012 | Hitnotering: 04-02-2012 t/m 12-05-2012 | Hitnotering: 04-02-2012 t/m 12-05-2012 | Hitnotering: 04-02-2012 t/m 12-05-2012 | Hitnotering: 04-02-2012 t/m 12-05-2012 | Hitnotering: 04-02-2012 t/m 12-05-2012 | Hitnotering: 04-02-2012 t/m 12-05-2012 | Hitnotering: 04-02-2012 t/m 12-05-2012 | Hitnotering: 04-02-2012 t/m 12-05-2012 | Hitnotering: 04-02-2012 t/m 12-05-2012 | Hitnotering: 04-02-2012 t/m 12-05-2012 | Hitnotering: 04-02-2012 t/m 12-05-2012 | Hitnotering: 04-02-2012 t/m 12-05-2012 | Hitnotering: 04-02-2012 t/m 12-05-2012 | Hitnotering: 04-02-2012 t/m 12-05-2012 | Hitnotering: 04-02-2012 t/m 12-05-2012 | Hitnotering: 04-02-2012 t/m 12-05-2012 |
| Week:                                  | 1                                      | 2                                      | 3                                      | 4                                      | 5                                      | 6                                      | 7                                      | 8                                      | 9                                      | 10                                     | 11                                     | 12                                     | 13                                     | 14                                     | 15                                     |                                        |
| -------------------------------------- | -------------------------------------- | -------------------------------------- | -------------------------------------- | -------------------------------------- | -------------------------------------- | -------------------------------------- | -------------------------------------- | -------------------------------------- | -------------------------------------- | -------------------------------------- | -------------------------------------- | -------------------------------------- | -------------------------------------- | -------------------------------------- | -------------------------------------- | -------------------------------------- |
| Positie:                               | 99                                     | 54                                     | 58                                     | 47                                     | 38                                     | 41                                     | 25                                     | 41                                     | 46                                     | 42                                     | 40                                     | 53                                     | 43                                     | 43                                     | 76                                     | uit                                    |

### VlaamseUltratop 50
| Hitnotering: 03-03-2012 t/m 05-05-2012 | Hitnotering: 03-03-2012 t/m 05-05-2012 | Hitnotering: 03-03-2012 t/m 05-05-2012 | Hitnotering: 03-03-2012 t/m 05-05-2012 | Hitnotering: 03-03-2012 t/m 05-05-2012 | Hitnotering: 03-03-2012 t/m 05-05-2012 | Hitnotering: 03-03-2012 t/m 05-05-2012 | Hitnotering: 03-03-2012 t/m 05-05-2012 | Hitnotering: 03-03-2012 t/m 05-05-2012 | Hitnotering: 03-03-2012 t/m 05-05-2012 | Hitnotering: 03-03-2012 t/m 05-05-2012 | Hitnotering: 03-03-2012 t/m 05-05-2012 |
| Week:                                  | 1                                      | 2                                      | 3                                      | 4                                      | 5                                      | 6                                      | 7                                      | 8                                      | 9                                      | 10                                     |                                        |
| -------------------------------------- | -------------------------------------- | -------------------------------------- | -------------------------------------- | -------------------------------------- | -------------------------------------- | -------------------------------------- | -------------------------------------- | -------------------------------------- | -------------------------------------- | -------------------------------------- | -------------------------------------- |
| Positie:                               | 6                                      | 7                                      | 17                                     | 20                                     | 20                                     | 20                                     | 26                                     | 26                                     | 38                                     | 45                                     | uit                                    |

### VlaamseRadio 2 Top 30
| Hitnotering: 11-02-2012 t/m 07-04-2012 | Hitnotering: 11-02-2012 t/m 07-04-2012 | Hitnotering: 11-02-2012 t/m 07-04-2012 | Hitnotering: 11-02-2012 t/m 07-04-2012 | Hitnotering: 11-02-2012 t/m 07-04-2012 | Hitnotering: 11-02-2012 t/m 07-04-2012 | Hitnotering: 11-02-2012 t/m 07-04-2012 | Hitnotering: 11-02-2012 t/m 07-04-2012 | Hitnotering: 11-02-2012 t/m 07-04-2012 | Hitnotering: 11-02-2012 t/m 07-04-2012 | Hitnotering: 11-02-2012 t/m 07-04-2012 |
| Week:                                  | 1                                      | 2                                      | 3                                      | 4                                      | 5                                      | 6                                      | 7                                      | 8                                      | 9                                      |                                        |
| -------------------------------------- | -------------------------------------- | -------------------------------------- | -------------------------------------- | -------------------------------------- | -------------------------------------- | -------------------------------------- | -------------------------------------- | -------------------------------------- | -------------------------------------- | -------------------------------------- |
| Positie:                               | 28                                     | 24                                     | 20                                     | 15                                     | 13                                     | 13                                     | 16                                     | 21                                     | 30                                     | uit                                    |

### NPO Radio 2 Top 2000
| Nummer met noteringen in de NPO Radio 2 Top 2000 | '12 | '13  | '14 | '15  | '16  | '17  | '18  | '19  | '20  | '21  |
| ------------------------------------------------ | --- | ---- | --- | ---- | ---- | ---- | ---- | ---- | ---- | ---- |
| Lego House                                       | 725 | 1068 | 598 | 1079 | 1474 | 1174 | 1187 | 1662 | 1840 | 1823 |

1. ↑  Een vetgedrukt getal geeft de hoogste notering aan.
2. ↑  2012 was het eerste jaar met een notering voor dit nummer.
3. ↑  Deze tabel is bijgewerkt tot en met de laatste editie (2024).